# Luigi Castagnola
Alessandro Ghibellini (ur. 15 października 1947 w Sori) – włoski piłkarz wodny, srebrny medalista olimpijski z Montrealu. 
Jeden raz uczestniczył na letnich igrzyskach olimpijskich (IO 1976). Na nich wraz z kolegami zdobył srebrny medal. Zagrał wtedy w 8 meczach, nie zdobywając żadnej bramki. 